# Олиб
Олиб (хорв. Olib) — острів в Хорватії, в північній частині Адріатичного моря. Острів розташований на північний захід від Задара. На північ від Оліба знаходиться затока Кварнер, на південь — затока «Вирське море». На північний схід від Оліба лежить острів Паг, на південний схід — Вир, на південь — група невеликих островів, за якими починається Дугі-Оток. На захід від Олиба розташований схожий на Олиб острів Силба.
Площа острова — 26,09 км ², він має складну форму з численними затоками. Довжина берегової лінії — 31,5 км. Найвища точка острова — 74 метри. Населення острова 147 чоловік, більша частина якого живе в селищі Олиб на західному узбережжі острова. Населення зайняте рибним ловом, сільським господарством, у тому числі виробництвом вина і сиру. Олиб зв'язаний регулярними поромними рейсами із Задаром.
Острів був заселений в римську епоху, перші письмові згадки датуються X ст., острів у документах того часу носив ім'я Алоеп.
Хвиля переселенців з континентальної Хорватії прийшла на острів в XV ст., це були біженці від турецької навали.

## Пам'ятки
На острові багато історичних пам'яток, серед яких :
- Парафіяльна церква Успіння Богоматері (XVII ст.), в якій зібрана колекція старовинних глаголичних рукописів.
- Старовинна вежа «Кула».
- Руїни церкви св. Павла і монастиря, покинутого в XIII ст..